# Mondsee (gmina)
Mondsee – gmina targowa w Austrii, w kraju związkowym Górna Austria, w powiecie Vöcklabruck. 1 stycznia 2015 liczyła 3523 mieszkańców.